# Vijfkleurennon
De vijfkleurennon (Lonchura quinticolor) is een zangvogel uit de familie van de prachtvinken (Estrildidae).

## Verspreiding en leefgebied
Deze soort is endemisch op de Kleine Soenda-eilanden.